# Cestodari
Cestodarii (Cestodaria) este o subclasa mică (19 specii) de cestoidee platelminte hermafrodite mici sau de mărime mijlocie (3-38 cm), sub formă de frunză sau uneori alungite ca o panglică. Ca organizație amintesc trematodele.
Scolexul este absent sau slab reprezentat. Corpul este constituit dintr-o singură bucată, deci nu este împărțit în proglote. Aparatul genital este, de asemenea, unic. Din ou iese o larvă caracteristică numită larvă licoforă, care este prevăzută cu 10 cârlige, ceea ce o deosebește clar de larva hexacantă. În interiorul larvei se găsește o mare masă de celule glandulare mari, a căror secreție dizolvă țesuturile diferitelor organe ale gazdei, în care larva pătrunde. Adulții parazitează în intestinul sau celomul (cavitatea corpului) peștilor, excepțional la reptile (chelonieni). Gazda intermediară este un nevertebrat. Subclasa Cestodari cuprinde două ordine: amfilinide și girocotile (girocotilide).

## Morfologia externă
Cestodarii au o mărime mică sau mijlocie (3-38 cm), sub formă de frunză sau uneori alungite ca o panglică.
Corpul este unitar, nesegmentat (constituit dintr-o singură bucată) sau cu pliuri transversale, deci nu este împărțit în proglote.
Scolexul este absent sau slab reprezentat. Nu au organe de fixare.
Capătul anterior al corpului posedă fie o trompă glandulară retractilă, uneori foarte musculară asemănătoare cu cea de la rabdocoeli (la amfilinide) sau cu un organ adeziv (la girocotilide).

## Organizația internă
Corpul este acoperit cu o cuticulă subțire la amfilinide și groasă la girocotilide.
Sub cuticulă amfilinidelor sunt prezintă 3 zone: zona fibrilară (cu fibrile musculare fine dispuse în toate sensurile), zona musculară (cu predominarea fibrelor longitudinale și transversale) și zona glandulară (cu celule glandulare mari a căror secreție, cu rol de protejare a animalului, ajunge la suprafața cuticulei).
Tegumentul girocotilidelor este lipsit de glande. Sub cuticulă au un strat musculos gros format din fibre transversale și longitudinale. Fibrele longitudinale se întind de la un capăt la altul, dând o mare contractilitate animalului.
Sistemul nervos la cestodari este constituit dintr-o comisură lată, situată în apropierea trompei sau organului adeziv, o pereche de nervi anteriori și o pereche de nervi laterali, care se întind până la capătul posterior al corpului, fiind uniți printr-o comisură inelară.
Sistemul excretor are forma unei rețele periferice de vase. Girocotilidele nu au protonefridii. Peretele intern al vaselor poartă cili vibratili.
Aparatul genital este unic și se aseamănă, în general, cu cel al monogenelor. La aparatul genital mascul lipsește punga cirului. Orificiul de pontă este separat de orificiul vaginal. Au 3 orificii genitale (pori genitali) separate și se deschid independent la exterior: mascul, femel (sau orificiul uterin) și orificiul copular (sau vaginal). 

## Ciclul vital
Adulții parazitează în celomul peștilor; gazda intermediară este un nevertebrat. Ciclul de dezvoltare se petrece în una sau două gazde intermediare.
Din ou iese o larvă caracteristică numită licofora sau larvă licoforă, care este prevăzută cu 10 cârlige, ceea ce o deosebește clar de larva hexacantă. Larvă licoforă prezintă epidermă ciliată, numeroase glande ventrale care se deschid la capătul anterior al corpului, comisură nervoasă (anterioară lată) și 5 perechi de cârlige situate la partea posterioară a corpului. În interiorul larvei se găsește o mare masă de celule glandulare mari, a căror secreție dizolvă țesuturile diferitelor organe ale gazdei, în care larva pătrunde.

## Clasificare
- Ordinul amfilinide (Amphilinidea) forme lipsite de scolex și de ventuze, prevăzute doar cu o trompă, în fundul căreia se deschid canalele unor glande cefalice enorme. Sunt forme parazite în cavitatea generală la peștii ganoizi, rar la teleosteeni. Ex. Amphilina foliacea parazitează în cavitatea corpului sturionilor. Măsoară 3—6 cm lungime.
- Ordinul girocotile sau girocotilide (Gyrocotylidea) cestodari caracteristici prin scolexul lor, conformat ca o pâlnie uneori foarte lungă și printr-o ventuză foarte puternică (acetabulă), situată la extremitatea posterioară a animalului. Trăiesc endoparazitic mai ales în intestin, la specii de pești   holocefali. Ex.  Gyrocotyle și Gyrocotyloides cu specii parazite în intestinul peștilor holocefali

Ordinul Amphilinidea
Familia Amphilinidae Claus, 1879
Genul Amphilina Wagener, 1858
Amphilina foliacea (Rudolphi, 1819)
Amphilina japonica Goto & Ishii, 1936
Familia Schizochoeridae Poche, 1922
Genul Austramphilina Johnson, 1931
Austramphilina elongata Johnson, 1931
Genul Gephyrolina Poche, 1926
Gephyrolina paragonopora (Woodland, 1923)
Genul Gigantolina Poche, 1922
Gigantolina magna (Southwell, 1915)
Gigantolina raebareliensis Srivastav, Mathur & Rani, 1994
Genul Nesolecithus Poche, 1922
Nesolecithus africanus Dönges & Harder, 1966
Nesolecithus janickii Poche, 1922
Genul Schizochoerus Poche, 1922
Schizochoerus liguloides (Diesing, 1850)
Ordinul Gyrocotylidea
Familia Gyrocotylidae Benham, 1901
Genul Gyrocotyle Diesing, 1850
Gyrocotyle abyssicola van der Land & Templeman, 1968
Gyrocotyle confusa van der Land & Dienske, 1968
Gyrocotyle fimbriata Watson, 1911
Gyrocotyle major van der Land & Templeman, 1968
Gyrocotyle maxima MacDonagh, 1927
Gyrocotyle nigrosetosa Haswell, 1902
Gyrocotyle parvispinosa (Lynch, 1945) van der Land & Dienske, 1968
Gyrocotyle rugosa Diesing, 1850
Gyrocotyle urna (Wagener, 1852)
Genul Gyrocotyloides Fuhrmann, 1930
Gyrocotyloides nybelini Fuhrmann, 1931